# GAMET
GAMET (General Aviation Meteorological Information) ist eine Gebietsvorhersage für Flüge in niedrigen Höhen. Sie stellt eine Ergänzung zur GAFOR dar und beschreibt Einschränkungen des Flugwetters sowie deren zeitliche und räumliche Entwicklung in einem bestimmten Fluginformationsgebiet. Diese Vorhersagen werden 4-mal täglich um 01:50h, 07:50h, 13:50h und 19:50h UTC herausgegeben. Sie beschreiben einen Höhenbereich vom Boden bis zur Flugfläche 100 (FIR Bremen) bzw. bis FL 150 (FIR Langen und FIR München) und werden mit einem von der ICAO bestimmten Aufbau in einigen europäischen Ländern herausgegeben.
Der DWD gibt seit 2018 keine GAMET mehr als eigenständiges Produkt aus, die Informationen sind seither in den Low-Level-Significant Weather Charts sowie den neu geschaffenen Mimimum-QNH-Karten enthalten.

## GAMET-Abschnitte
Die Gebietsvorhersage besteht aus zwei Abschnitten.
SECN1: Hier werden signifikante Streckenwetterbedingungen bei Überschreitung festgelegter Kriterien angegeben.
Solche signifikanten Wettererscheinungen sind:
- Bodenwind mit einer mittleren Geschwindigkeit über 30 kt
- Bodensicht verbreitet unter 5.000 m
- Gewitter
- Berge ganz oder teilweise in den Wolken
- Bewölkung mit 5-8/8 unter 1000ft
- Gewitterwolken auch ohne Gewitter
- mäßige und starke Vereisung
- mäßige und starke Turbulenzen
- mäßige und starke Leewellen

SECN2: Dieser Abschnitt ist Bestandteil eines jeden GAMETs und enthält allgemeine Wetterinformationen.